# ランゲル・セントイライアス国立公園

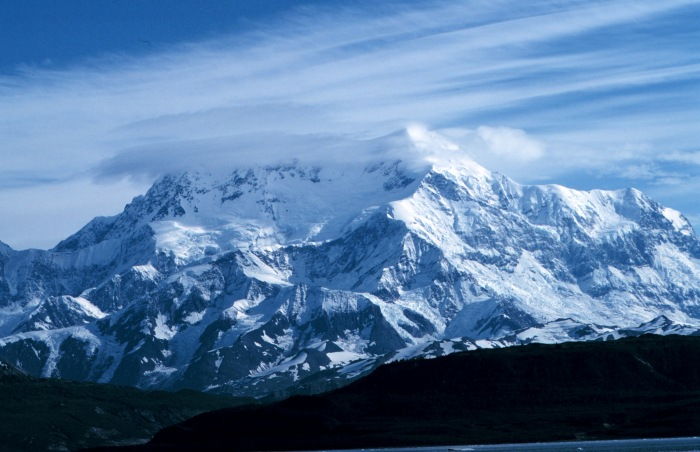
セント・イライアス山

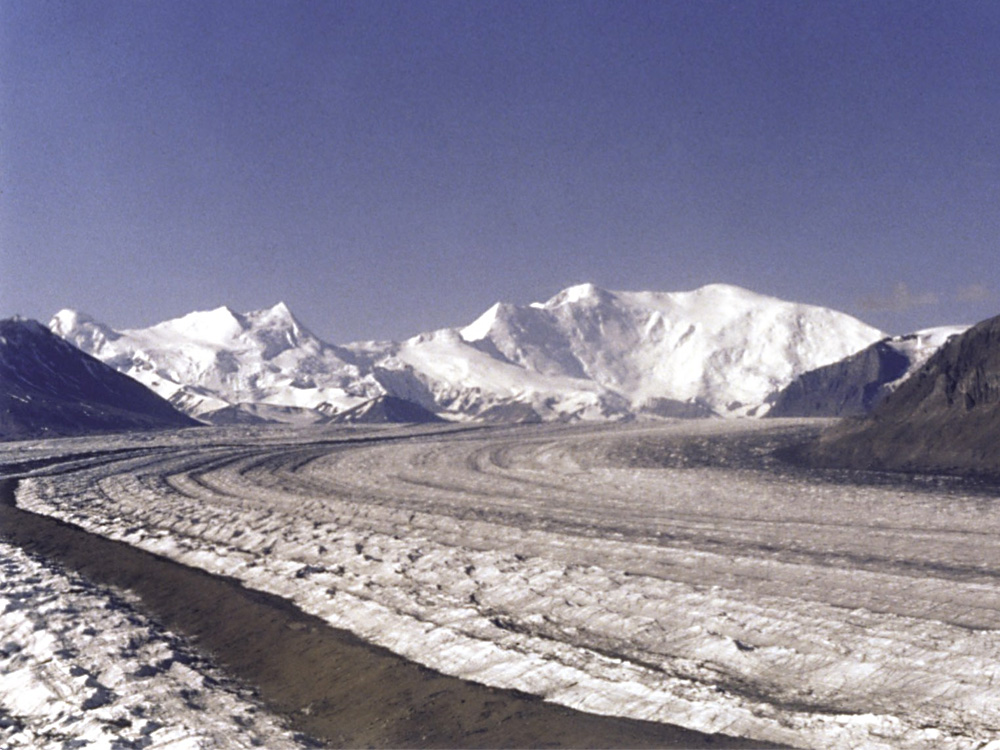
ナベスナ氷河の向こうにそびえるブラックバーン山（右）、アトナ・ピーク（中央左の双子の峯）、パルカ・ピーク（左端）

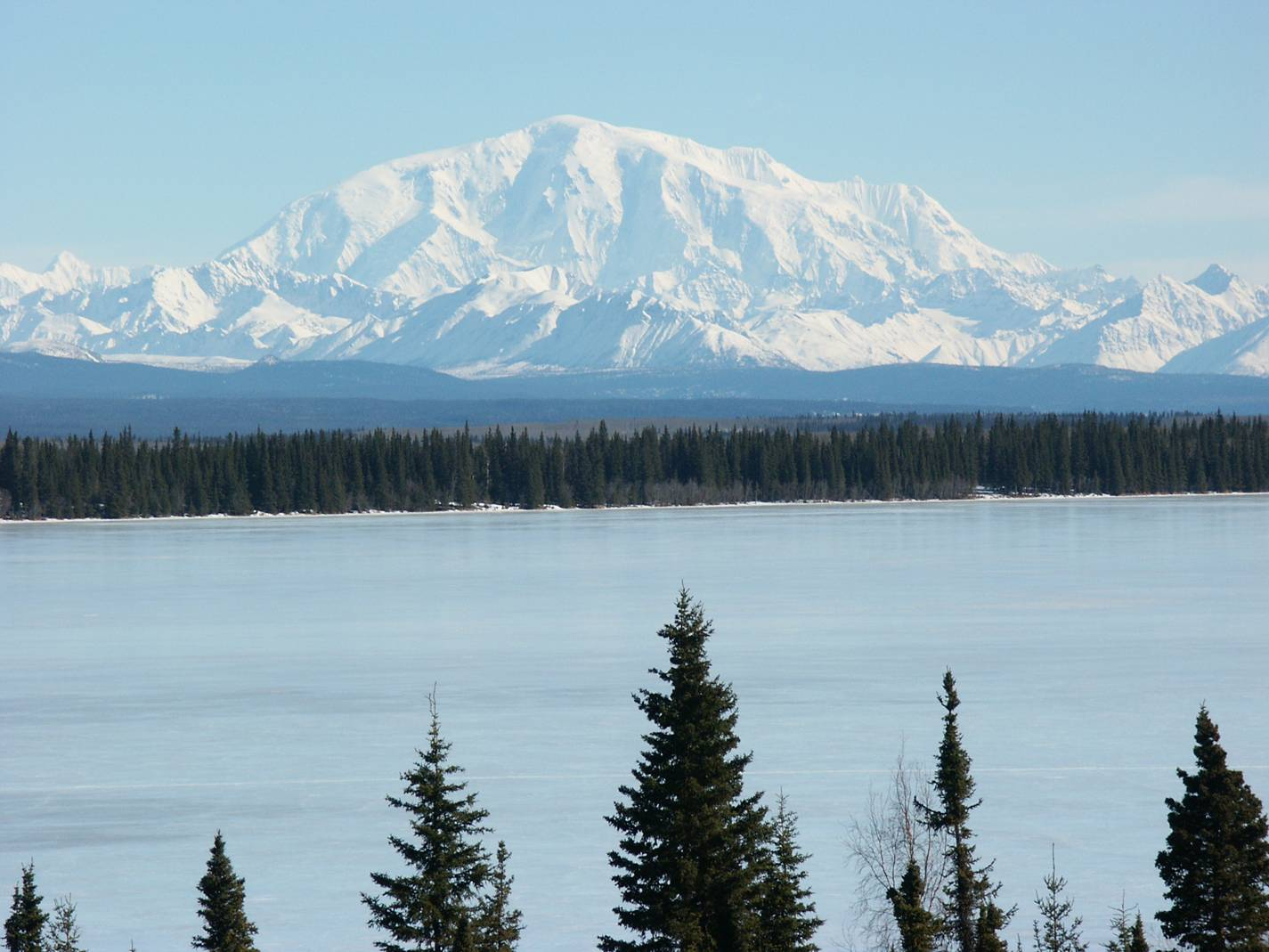
ウィロー湖から見たブラックバーン山。

ランゲル・セントイライアス国立公園（ランゲル・セントイライアスこくりつこうえん、英: Wrangell-St. Elias National Park and Preserve）は、1980年12月2日に、アラスカ国家利益土地保護法 (Alaska National Interest Lands Conservation Act) によって設立されたアラスカ州南部にあるアメリカ合衆国の国立公園である。公園は、生物圏保護区に含まれており、UNESCOの世界遺産の一部である。アメリカ合衆国最大の面積を持つ国立公園で、53,321 km2（20,587 平方マイル）、すなわち13,000,000エーカー以上の地域に広がる。公園の大部分は自然保護地域に指定されていて、ランゲル・セントイライアス自然保護地域 (Wrangell-St. Elias Wilderness) は、アメリカ合衆国最大の指定自然保護地域である。公園内にはアメリカ合衆国第2の高峰、高さ5,489 m（18,008 フィート）のセントイライアス山が存在する。またこの公園は、カナダのクルエーン国立公園と接している。
公園にはアンカレッジから幹線道路で行ける。2本のでこぼこの砂利道（マッカーシー道路 (McCarthy Road) とナベスナ道路 (Nabesna Road)）は公園内を蛇行しながら走っており、内陸の大半に未開地でのキャンプとハイキングのために行くことができる。また、チャーター便が公園内まで飛んでいる。ランゲル・セントイライアス国立公園は、2006年には50,336人が訪れた。その規模、人里から離れていること、行きやすさから急速に人気が高まっている。

## 世界遺産
クルエーン国立公園、ランゲル・セントイライアス国立公園、グレイシャーベイ国立公園、タッチェンシニー＝アルセク公園から成るクルエーン/ランゲル＝セント・イライアス/グレイシャー・ベイ/タッチェンシニー＝アルセクという国境を越えた公園は、ハイイログマ、トナカイ、ドール・シープの生息地としての重要性だけでなく壮大な氷河と氷原の風景の故もあり、1979年、UNESCOの世界遺産に登録された。

## 外部リンク

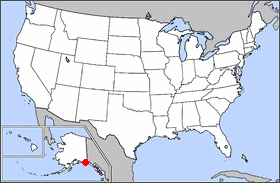
ランゲル・セントイライアス国立公園の位置